# Communauté de communes Vallées de l’Orne et de l’Odon
Die Communauté de communes Vallées de l’Orne et de l’Odon ist ein französischer Gemeindeverband mit der Rechtsform einer Communauté de communes im Département Calvados in der Region Normandie. Sie wurde am 12. Oktober 2016 gegründet und umfasst 22 Gemeinden. Der Verwaltungssitz befindet sich im Ort Évrecy.

## Historische Entwicklung
Der Gemeindeverband entstand mit Wirkung vom 1. Januar 2017 durch die Fusion der Vorgängerorganisationen
- Communauté de communes Évrecy-Orne-Odon und
- Communauté de communes de la Vallée de l’Orne.

Gleichzeitig wurde die Commune nouvelle Laize-Clinchamps gebildet.
Mit Wirkung vom 1. Januar 2025 wurden die bis dahin selbstständigen Gemeinden May-sur-Orne und Saint-Martin-de-Fontenay zur Commune nouvelle Saint-Martin-de-May zusammengelegt. Dies reduzierte die Anzahl der Gemeinden des Gemeindeverbands von 23 auf 22.

## Mitgliedsgemeinden
| Gemeinde                                              | Einwohner 1. Januar 2022 | Fläche km² | Dichte Einw./km² | Code INSEE | Postleitzahl |
| ----------------------------------------------------- | ------------------------ | ---------- | ---------------- | ---------- | ------------ |
| Amayé-sur-Orne                                        | 1.070                    | 5,29       | 202              | 14006      | 14210        |
| Avenay                                                | 561                      | 5,62       | 100              | 14034      | 14210        |
| Baron-sur-Odon                                        | 1.104                    | 6,43       | 172              | 14042      | 14210        |
| Bougy                                                 | 381                      | 3,03       | 126              | 14089      | 14210        |
| Esquay-Notre-Dame                                     | 1.447                    | 3,02       | 479              | 14249      | 14210        |
| Évrecy                                                | 2.052                    | 8,31       | 247              | 14257      | 14210        |
| Feuguerolles-Bully                                    | 1.512                    | 8,18       | 185              | 14266      | 14320        |
| Fontaine-Étoupefour                                   | 2.812                    | 5,08       | 554              | 14274      | 14790        |
| Fontenay-le-Marmion                                   | 2.040                    | 10,16      | 201              | 14277      | 14320        |
| Gavrus                                                | 623                      | 2,71       | 230              | 14297      | 14210        |
| Grainville-sur-Odon                                   | 1.078                    | 5,26       | 205              | 14311      | 14210        |
| La Caine                                              | 160                      | 2,41       | 66               | 14122      | 14210        |
| Laize-Clinchamps                                      | 2.150                    | 8,13       | 264              | 14349      | 14320        |
| Maizet                                                | 364                      | 5,72       | 64               | 14393      | 14210        |
| Maltot                                                | 1.044                    | 4,24       | 246              | 14396      | 14930        |
| Mondrainville                                         | 584                      | 3,17       | 184              | 14438      | 14210        |
| Montigny                                              | 90                       | 3,91       | 23               | 14446      | 14210        |
| Préaux-Bocage                                         | 113                      | 4,32       | 26               | 14519      | 14210        |
| Sainte-Honorine-du-Fay                                | 1.333                    | 7,56       | 176              | 14592      | 14210        |
| Saint-Martin-de-May                                   | 4.528                    | 14,21      | 319              | 14408      | 14320        |
| Vacognes-Neuilly                                      | 680                      | 7,90       | 86               | 14721      | 14210        |
| Vieux                                                 | 710                      | 5,50       | 129              | 14747      | 14930        |
| Communauté de communes Vallées de l’Orne et de l’Odon | 26.436                   | 130,16     | 203              | –          | –            |